# Hechtia podantha
Hechtia podantha är en gräsväxtart som beskrevs av Carl Christian Mez. Hechtia podantha ingår i släktet Hechtia och familjen Bromeliaceae. Inga underarter finns listade i Catalogue of Life.

## Bildgalleri

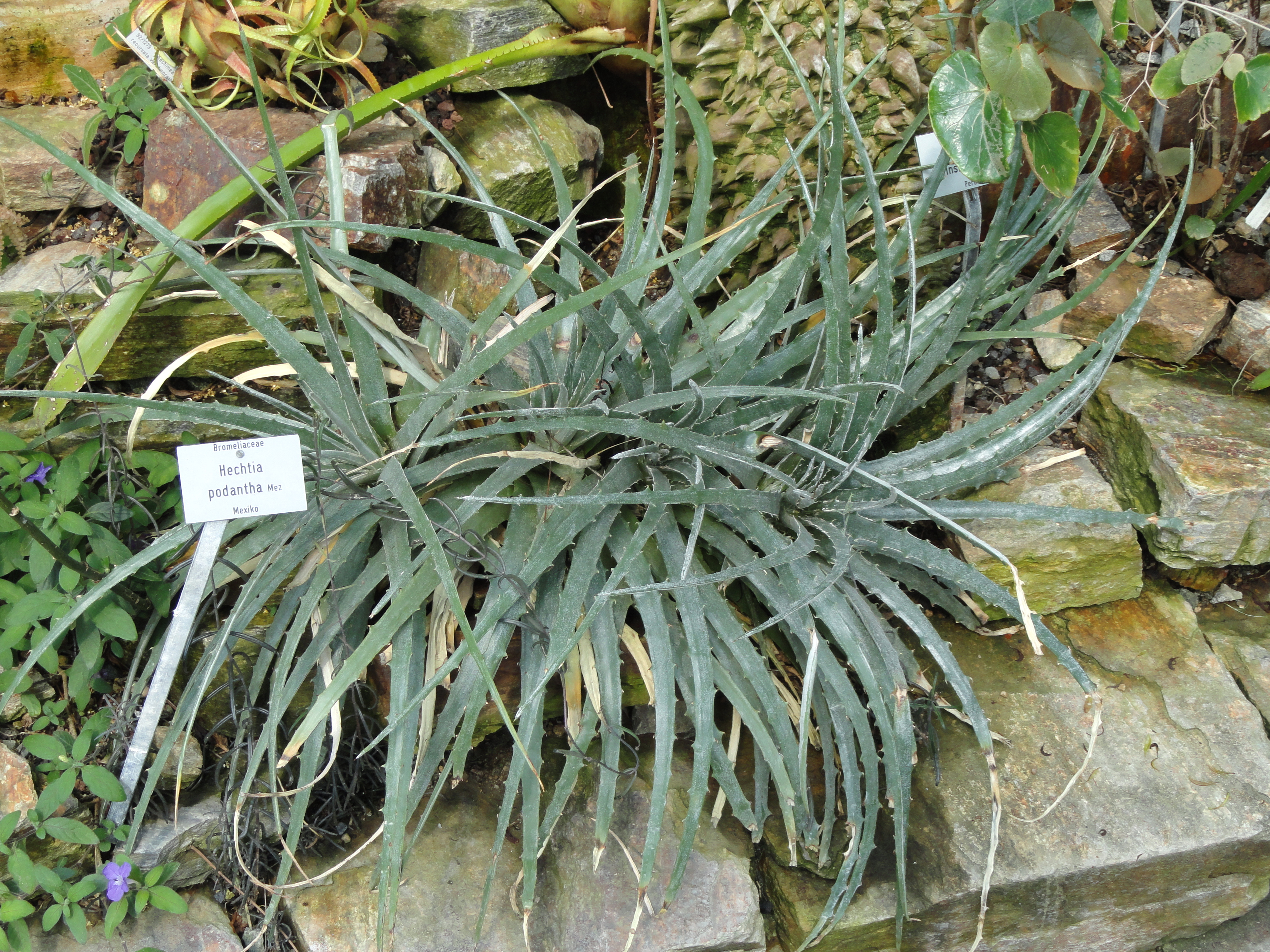